# Consolidation (Lokomotive)

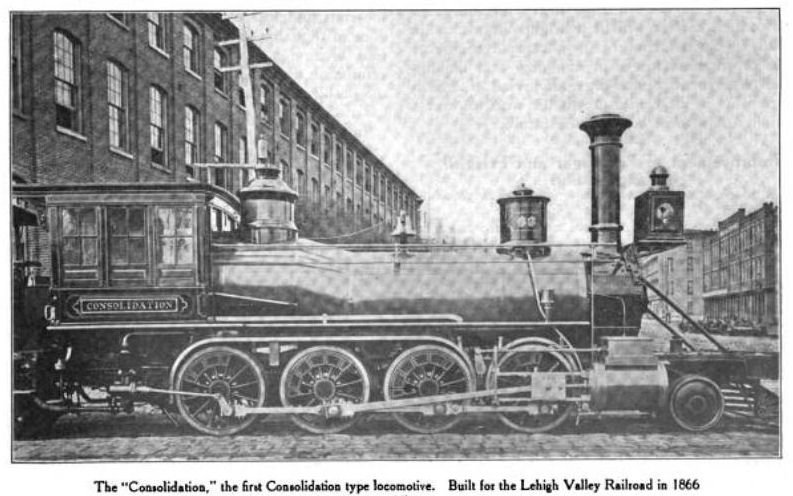
Die 1866 gebaute „Consolidation“ der Lehigh and Mahanoy Railroad, die erste und namensgebende Lokomotive dieser Achsfolge

Consolidation ist die aus dem US-amerikanischen Sprachgebrauch stammende Bauartbezeichnung für Güterzug-Dampflokomotiven der Achsfolge 1’D oder 2-8-0, also mit einem vorauslaufenden, in der Regel seitenverschiebbaren und radial einstellbaren Laufradsatz und vier Kuppelachsen.
Der Name Consolidation geht auf die erste, 1866 an die Lehigh and Mahanoy Railroad, eine hauptsächlich Kohle befördernde Eisenbahngesellschaft, gelieferte Lokomotive mit dieser Achsfolge zurück. Ihr Name wurde dann zur Standardbezeichnung für Lokomotiven dieser Bauweise.
Von 1866 bis zum Ersten Weltkrieg galt die Achsfolge 1’D in den USA als ideal für schwere Güterzüge. Überwiegend entstanden Schlepptenderlokomotiven mit dieser Achsfolge, gelegentlich wurde sie aber auch für Tenderlokomotiven verwendet.

## Consolidation-Lokomotiven in ausgewählten Ländern
In vielen europäischen Ländern wurden Consolidation-Lokomotiven ab etwa 1900 das Rückgrat des schweren Güterverkehrs, teilweise blieben sie dies bis zum Ende des Dampfzeitalters nach dem Zweiten Weltkrieg. 

### Deutschland

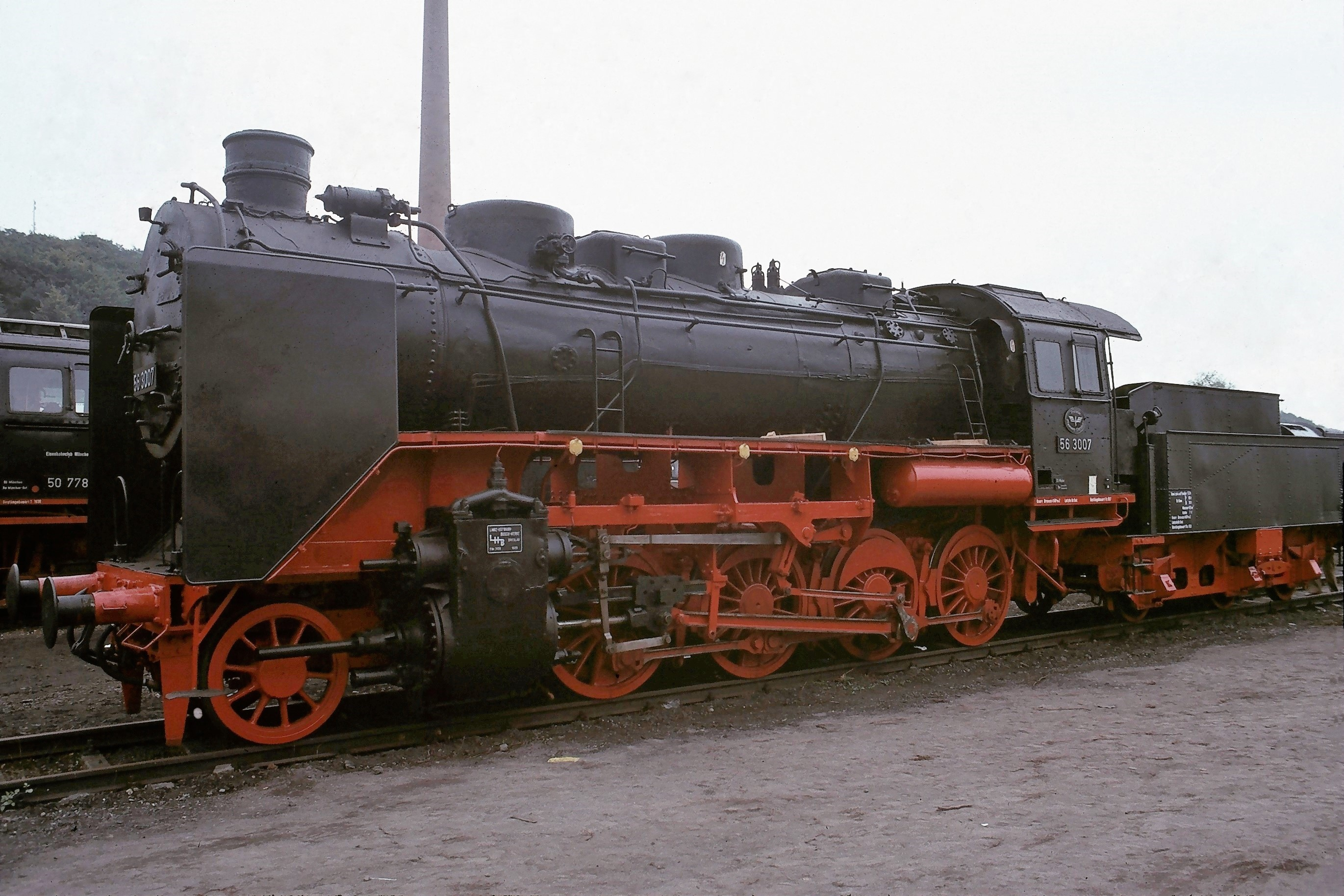
Die erhalten gebliebene Lokomotive 56 3007, ursprünglich eine LBE G 8.2

Bei verschiedenen Länderbahnen waren Lokomotiven dieses Typs im Einsatz, als erstes die ab 1893 gebaute Preußische G 7.3, gefolgt von der ab 1894 gebauten Bayerischen E I. Außer in Preußen und Bayern beschafften auch die Staatsbahnen in Baden, Mecklenburg und Sachsen Consolidation-Lokomotiven, ebenso die private Lübeck-Büchener Eisenbahn (LBE). Bei der Deutschen Reichsbahn wurden all diese Lokomotiven in der DR-Baureihe 56 zusammengefasst. Neukonstruierte Lokomotiven dieser Achsfolge beschaffte die Deutsche Reichsbahn nicht, obwohl das Vereinheitlichungsprogramm eine schnellfahrende Güterzuglokomotivbauart in dieser Form vorsah. Sie wurde, weil der Kessel mit der geforderten Leistung auf einem fünfachsigen Rahmen nicht unterzubringen war, mit einer zusätzlichen Schleppachse als Baureihe 41 realisiert. Bis 1928 wurden lediglich noch letzte Exemplare der Preußischen G 8.2, einer der letzten Konstruktionen im Auftrag der Preußischen Staatseisenbahnen, ausgeliefert. Zudem baute die Reichsbahn fast 700 Preußische G 8.1 um, indem sie sie zur Verbesserung der Laufeigenschaften mit einer Vorlaufachse ausstattete und neu als DR-Baureihe 56.2–8 bezeichnete. 
Die letzten zwei deutschen Lokomotiven der Bauart Consolidation wurden 1954 in der DDR für die Deutsche Reichsbahn in Form der Reihe 25 als Prototypen für eine Universallokomotive im Neubauprogramm der DR gebaut. Sie bewährten sich nicht im erhofften Maß und wurden bis 1967 ausgemustert. Die letzten Maschinen der Baureihe 56 wurden bei der Deutschen Bundesbahn bis Ende der 1960er Jahre und bei der Deutschen Reichsbahn Anfang der 1970er Jahre ausgemustert.
Tenderlokomotiven mit der Achsfolge 1’D wurden in Deutschland fabrikneu nur durch diverse Privatbahnen beschafft, so etwa durch die Ruppiner Eisenbahn mit den zwischen 1929 und 1936 beschafften Lokomotiven RE 23–26. Die Deutsche Reichsbahn-Gesellschaft ließ allerdings in den 1930er Jahren einen Teil der ursprünglich bayerischen Lokalbahnlokomotiven der DR-Baureihe 98.8–9 (bayerische GtL 4/4) mit der Achsfolge D umbauen und um eine Vorlaufachse ergänzen. Die so entstandene DR-Baureihe 98.11 erhielt durch den Umbau bessere Laufeigenschaften und auch eine höhere zulässige Höchstgeschwindigkeit. Nach 1945 kamen durch die Verstaatlichung der Privatbahnen in der DDR einige Tenderlokomotiven dieser Achsfolge in den Bestand der Deutschen Reichsbahn. Die ursprünglich von den Kleinbahnen des Kreises Jerichow I stammenden Lokomotiven der DR-Baureihe 99.480 (KJI Nr. 20 und 21) kamen 1965 zum Rasenden Roland auf die Insel Rügen, wo sie auch nach der Privatisierung 1996 blieben und bis heute eingesetzt werden.

### Belgien

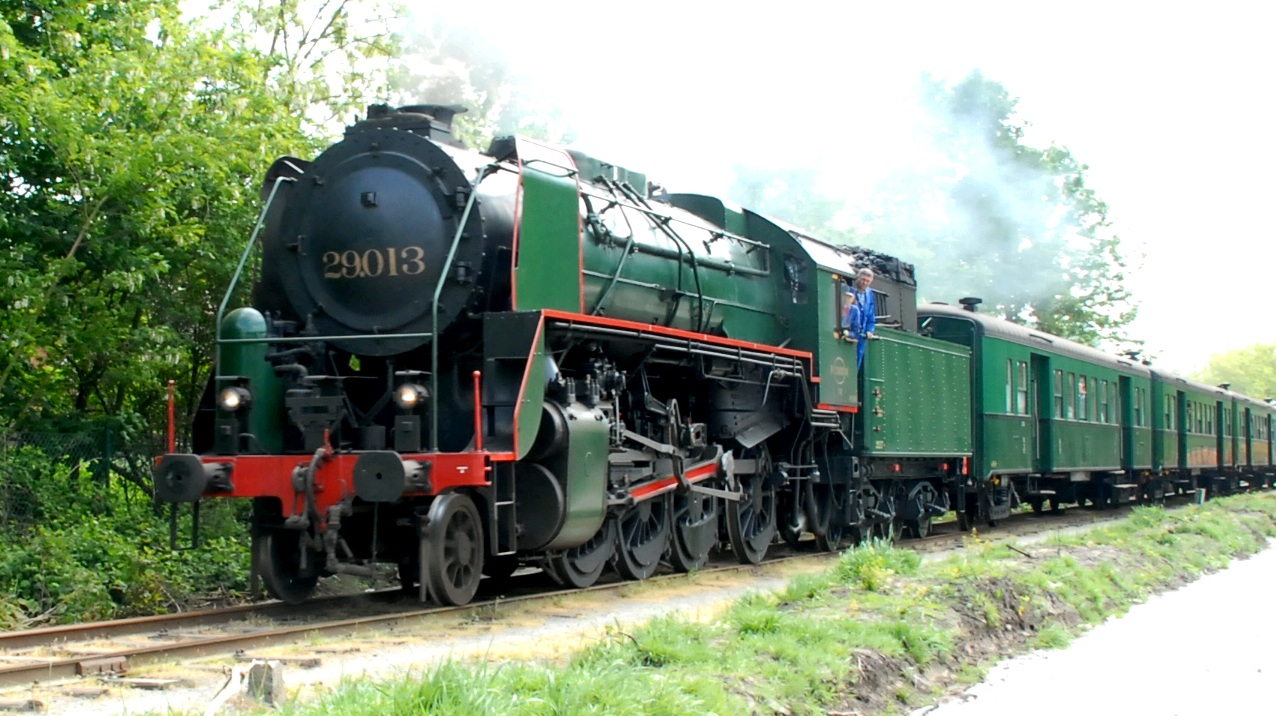
Die letzte erhaltene Lokomotive 29.013 der NMBS/SNCB-Reihe 29

Nach dem Ersten Weltkrieg verblieben einige Preußische G 7.3 und Bayerische G 4/5 H im Zuge des Rückzugs der deutschen Truppen sowie als Abgaben nach dem Waffenstillstand von Compiègne in Belgien. Erstere wurden als Reihe 73 der NMBS/SNCB übernommen, die bayerischen Vierzylinder-Verbundlokomotiven dagegen als zu kompliziert eingeschätzt und rasch ausgemustert. Erst 1945 erhielt die NMBS/SNCB in großem Umfang Consolidation-Lokomotiven, die letzten der 300 in Amerika gefertigten Lokomotiven der NMBS/SNCB-Reihe 29 blieben bis zum Ende des Dampfbetriebs als leistungsfähige Mehrzwecklokomotiven im Einsatz. 

### Schweiz
In der Schweiz kamen die ersten Consolidations 1904 in den Dienst der 1902 gegründeten Schweizerischen Bundesbahnen (SBB). Auch die private Gotthardbahn-Gesellschaft beschaffte wenige Jahre vor ihrer Verstaatlichung 1906 bei Maffei eine Serie von acht Consolidation-Lokomotiven, die GB C 4/5, die einige Jahre später als Vorbild für die Bayerische G 4/5 H dienten. Letzte Serie waren die bis 1912 beschafften SBB C 4/5 2601–2619. Während von den SBB-Consolidations keine erhalten blieb, existieren mit den Lokomotiven 107 und 108 bei der meterspurigen Rhätischen Bahn (RhB) bis heute zwei betriebsfähige Lokomotiven, die letzten der einstmals 29 Exemplare umfassenden Reihe RhB G 4/5.
Tenderlokomotiven dieser Achsfolge wurden in der Schweiz in kleineren Stückzahlen von diversen Bahngesellschaften beschafft. Zu nennen sind bspw. die 1899 bis 1902 gelieferten TSB Ec 4/5 der Thunerseebahn und die beiden meterspurigen AB G 4/5 der Appenzeller Bahn aus den Jahren 1908 und 1910.

### Vereinigtes Königreich

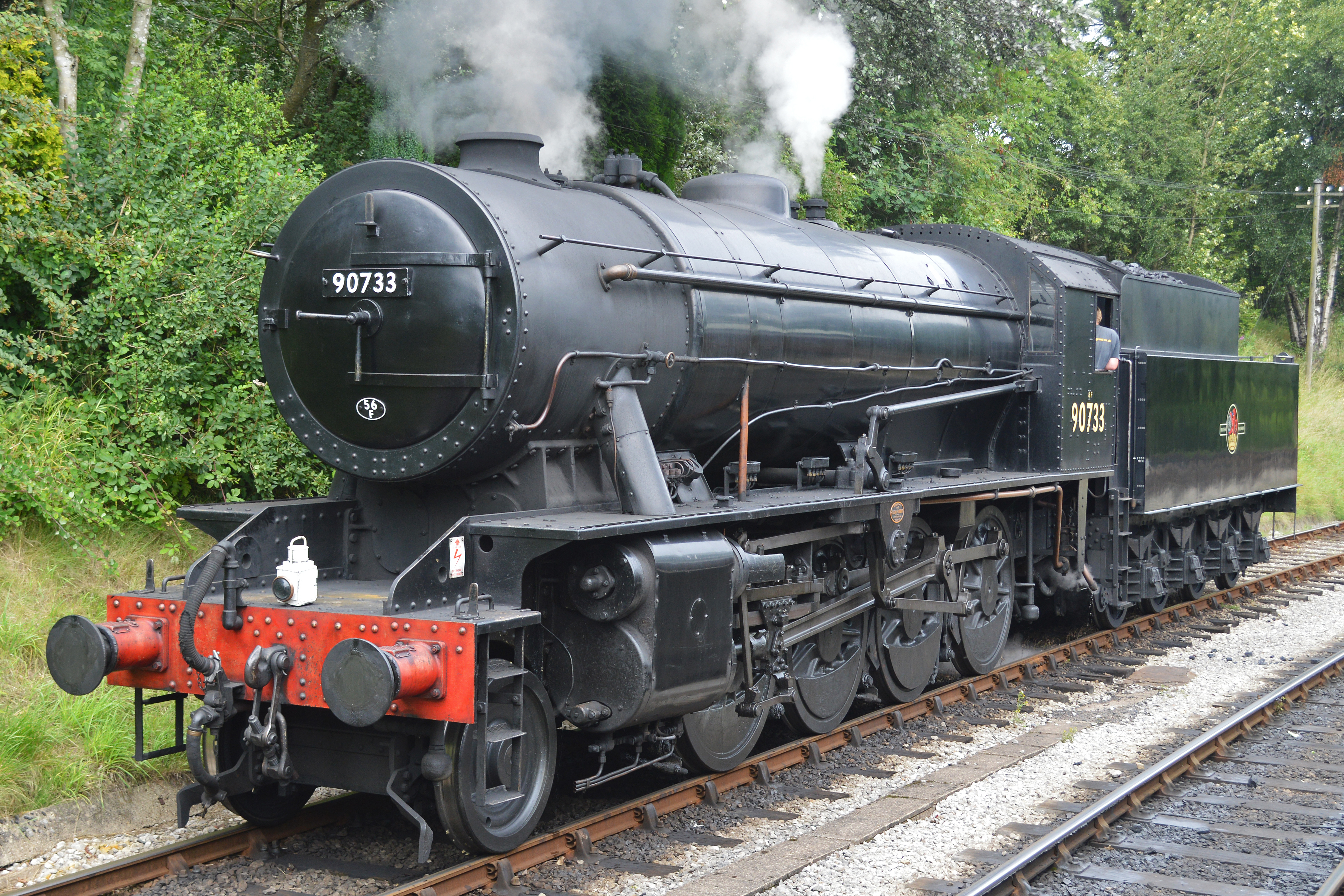
Lokomotive 90733 der WD-Klasse „Austerity“ 2-8-0 als Museumslokomotive bei der Keighley and Worth Valley Railway im Einsatz

In Großbritannien führte George Jackson Churchward, der Chief Mechanical Engineer der Great Western Railway (GWR), mit der 1902 erstmals gebauten GWR-Klasse 2800 die Achsfolge ein. Zunächst folgten jedoch nur wenige weitere Bahngesellschaften diesem Vorbild. Während des Ersten Weltkriegs beschaffte die Railway Operating Division (ROD) der British Army in großem Umfang Consolidations, die auf der ab 1911 gebauten GCR-Klasse 8K basierten. Mit Ausnahme der Southern Railway besaßen schließlich alle bis 1948 existierenden großen britischen Privatbahnen umfangreiche Stückzahlen an Lokomotiven dieser Achsfolge. Während des Zweiten Weltkriegs entstanden als Kriegslokomotiven fast 1000 Stück der WD-Klasse „Austerity“ 2-8-0, die aus der ebenfalls in großem Umfang beschafften LMS-Klasse 8F weiterentwickelt worden waren. Ergänzt wurden diese durch die in den USA gebauten Lokomotiven der USATC-Klasse S 160, die leihweise in Großbritannien eingesetzt wurden, bis sie nach der Invasion in der Normandie schrittweise für die Nachschubbeförderung in die rückeroberten europäischen Staaten überführt wurden, wo sie teils noch Jahrzehnte nach dem Krieg fuhren. Mit der GWR-Klasse 4200 entstand für britische Bahngesellschaften lediglich eine Tenderlokomotivreihe dieser Achsfolge.